# 伊藤印達
伊藤 印達（いとう いんたつ、1698年（元禄11年） - 1712年（正徳2年）9月）は、江戸時代の将棋指し。五段。五世名人二代伊藤宗印の子（長男）。七世名人三代伊藤宗看、八代大橋宗桂（八段）、伊藤看恕（七段）、初代伊藤看寿（贈名人）は弟。法名は不明。
大橋本家と伊藤家の次期将棋所争いに翻弄された、悲劇の棋士として知られる。

## 生涯
伊藤家の二代宗印の嫡男として生まれる。当時の名人は大橋家の五代大橋宗桂（四世名人）である。
宝永6年（1709年）10月22日の御城将棋に初出勤し、大橋分家の三代大橋宗与（後の六世名人）と右香車落されで対戦し勝利した。翌宝永7年（1710年）11月3日の御城将棋では再び宗与と対戦。同じ手合いであったが敗れている。
六代大橋宗銀との『印達・宗銀五十七番勝負』は、宝永6年（1709年）10月10日に始まり、11月12日の12番で宗銀を半香に指し込み、11月25日の25番で定香に指し込む。その後12月11日の35番で角香交に指し込むなど、一進一退を繰り返しながら印達が優勢に進める。宝永8年（1711年）2月28日に最後の対局がなされ、印達が勝利する。
この番勝負は時には連日、あるいは同日に二番指されることもあった。現存する棋譜は55局であり、2局の脱落があったと解されている。なお、『将棋営中日記』では54局とされており、かなり早い段階で棋譜が完全な状態では伝わらなかったようである。次期名人争いが背景にあるとされているが、対局に至った詳しい背景や具体的な対局場所などはほとんど記録を欠く。
正徳元年（1711年）11月21日、最後の御城将棋に出勤し、大橋本家の六代大橋宗銀と平手戦を行った。既に五十七番勝負で棋力の差を見せつけていた印達が勝利する。
両家の威信をかけた勝負に精も根も尽きたためか、正徳2年（1712年）9月に15歳で夭逝。翌正徳3年（1713年）、五代宗桂の死を受けて大橋家を継いだばかりの宗銀も20歳で死去した。
『将棋営中日記』の筆者は印達の夭折につき「しかれども天此の奇童に寿をあたへずして、歳僅か十五歳にして歿す、実におしむべし」と哀惜している。

## 登場する作品

### 小説
- 新井政彦『僕は令和で棋士になる』マイナビ出版、2020年。ISBN 978-4-8399-7468-8

### テレビ番組
- 名勝負の解説　大橋宗銀 VS 伊藤印達（囲碁将棋チャンネル、解説：佐藤秀司、聞き手：大庭美夏）

## 参考資料
- 加藤治郎『日本将棋大系　第3巻　五代大橋宗桂・宗銀＝印達』（筑摩書房、1978年）
  - 山本亨介「人とその時代三（五代大橋宗桂・大橋宗銀・伊藤印達）」（同書253頁所収）
- 花村元司『日本将棋大系　第4巻　二代伊藤宗印・三代大橋宗与』（筑摩書房、1978年）
  - 山本亨介「人とその時代四（二代伊藤宗印・三代大橋宗与）」（同書247頁所収）